# 優楼頻螺・迦葉
優楼頻螺・迦葉（うるびんら・かしょう、Uruvela-Kassapa、ウルヴェーラ・カッサパ）は、釈迦の弟子の一人。いわゆる三迦葉の長男。
優楼頻螺（ウルヴィーラ）は、マガダ国の迦耶（ガヤー）城付近、尼連禅河（ナイランジャナー）の左岸にあった村の名。ウルヴェーラ・カッサパはこの地のバラモン出身で、頭に髷を結い、ヴェーダ聖典を読誦し火神を祀る事火外道の師だった。釈迦が成道して最初に五比丘、次に耶舎とその54人の友人、富楼那など教下した後、この地へ赴き、彼を改宗させたといわれる。このときすでに彼は120歳を越えていて500人の弟子もいた。
釈迦はこの地へ来て、彼の聖火堂で一泊させてほしいと頼んだが、凶暴で恐ろしい竜がいると彼は断った。しかしそれでもまだ頼んでくるので、彼は「この若い修行僧をためしてやろう」と思って泊まらせた。仏は堂中に入ると、ほどなくして竜が炎を吐いて襲ってきたので、火界定三昧に入り竜の魔力だけを奪った。彼が翌朝に見に行くと、仏は静かに禅定していて竜が小さくなって鉢の中にいた。彼は仏をまだ若いのに立派な沙門だとは思うも、それでも「まだ自分の力には及ぶまい」と考え神通力を現じた。しかし仏のあまたの神通力には叶わず、ついに弟子を集め、みなの意志を確かめ共に仏弟子となったという。
彼ら三迦葉の教団は当時、古代インドのマガダ国でも最大で、ビンビサーラ（頻婆娑羅）国王も信じていたといわれ、またその教えは東方のアンガ国（鴦伽国）にまで及び、多くの信者がいたが、彼らが仏弟子となるや仏教教団は一気に大教団となり、釈迦の名前は一躍知られる事になったといわれる。